# Demeczky Mihály
Gyergyószentmiklósi Demeczky Mihály (Bernátfalva, Abaúj vármegye, 1855. május 5. – Budapest II. kerülete, 1920. december 15.) magyar matematikus, nyilvános rendes egyetemi tanár, magyar királyi udvari tanácsos.

## Élete
Gyergyószentmiklósi Demeczky József és soóki Tóth Mária jómódú római katolikus szülők fia. Gimnáziumi tanulmányait a premontreiek kassai főgimnáziumában végezte és a budapesti egyetemen három évig, a műegyetemen másfél évig matematikai és fizikai tanulmányokkal foglalkozott. 1877. június 7-én a matézisből, elméleti fizikából és asztronómiából doktori vizsgát tett. Ezután a közoktatási miniszterium külföldre kiküldte, Berlinben, Párizsban és Jénában tanult, ahol szaktárgyait és a pedagógiát művelte. Hazaérkezése után 1883. december 19-én a matézisből és fizikából tanári vizsgálatot tett. Mint aktív katona egy évig szolgált, megszerezte a tiszti rangot és később tartalékos honvéd főhadnagy lett.
1884-ben a nagyváradi főreáliskolába helyettes, 1886-ban pedig a miskolci királyi katolikus gimnáziumba rendes tanárnak neveztetett ki. 1890-ben a budapesti V. kerületi királyi katolikus főgimnáziumhoz helyezték át. 1892-ben lett a gyakorló főgimnázium tanára, egy év múlva pedig a budapesti tudományegyetem magántanárává nevezték ki. 1895-től fogva főgimnáziumi igazgatóként működött, 1907-től munkahelye a vallás- és közoktatásügyi minisztérium volt. 1912. március 21-én a budapesti egyetemen a matematika rendes nyilvános tanárává nevezték ki. Elsősorban számelmélettel foglalkozott.
Felesége Demeczkyné Volf Irma festőművész volt.

## Főbb művei
- A linear egyenletrendszerek és a linear congruentia-rendszerek megoldása (Doktori értekezés, Budapest, 1877);
- A tetraeder mértana. (Budapest, 1878. (Részlet szerzőnek Elemző mértan a térben c. munkájából.)
- Sur la décomposition des fonctionsalgebriques entieres. (Paris, 1879. Szerző felolvasta a Société mathématique de France gyűlésén.);
- La resolution des congruences linéares (Paris, 1879. A francia tudományos akadémiában bemutatta Charles Hermite. Comptes rendus des séances de ľacadémie des sciences. Seance du lundi 23 juni 1879.);
- Über das quadratische Reciprocitätsgesetz. (Berlin, 1880. Felolvasta a szerző a berlini matematikai szemináriumban 1880-ban.);
- Számelmélet és a függvénytan alkalmazása a számelméletben (Bp., é. n.);
- Összegyűjtött munkái (I–II. Kiadta Volf György, Bp.; 1907–14).